# Portret mężczyzny z monetą
Portret mężczyzny z monetą (niderl. Man met een Romeinse munt) – obraz olejny niderlandzkiego malarza Hansa Memlinga, przechowywany w Muzeum w Antwerpii przedstawiający mężczyznę trzymającego monetę z czasów Nerona.
Przez wiele lat, mężczyzna na portrecie był identyfikowany z włoskim medalierem Nicola Spinellim, grawerem dworskim pracującym na dworze Karola Śmiałego. W 1927 roku historyk sztuki Hulin de Loo identyfikował postać z kolejnym medalierem Karola – Giovannim Candidą. W 1930 roku odnaleziono podobiznę Candida, która była bardzo niepodobna do tej na obrazie Memlinga. Stwierdzono więc, iż musiał być to inny anonimowy kolekcjoner monet rzymskich o włoskim pochodzeniu, na co miała wskazywać uroda modela i palma po prawej stronie.
Znawczyni sztuki Memlinga, Hilde Lobelle-Caluwé, autorka dwóch opracowań jego twórczości (1987 i 1995) zasugerowała, że mężczyzną z portretu może być Bernardo Bemba – wenecki uczony, polityk i kolekcjoner z końca XV wieku. W latach 70. XV wieku Bemba przebywał we Flandrii, gdzie pracował wówczas Memling. W osobistym herbie Bemby widnieje drzewo palmowe oraz wawrzyn – rośliny widoczne na drugim planie obrazu Memlinga. Według tej teorii, trzymana w dłoni moneta (bita w Galii w 64 roku n.e) symbolizować miałaby zasobność osobistej kolekcji wenecjanina.
Badanie rentgenograficzne obrazu obrazu ujawniło, że moneta nie należała do pierwotnej wersji obrazu i została dodana do portretu w ramach przeróbek i uzupełnień nanoszonych przez artystę w trakcie malowania.
Bardzo prawdopodobne, że bezpośrednim odwołaniem do obrazu Memlinga jest Portret Mężczyzny z Medalem Kosmy Starszego autorstwa Sandra Boticellego, namalowany w 1475 roku.